# Paule Thévenin
Pour les articles homonymes, voir Thévenin.
Paule Thévenin (née Paule Pastier le 28 mai 1918 à Bonnac-la-Côte et morte le 25 septembre 1993 à Paris 12e) est une éditrice scientifique française. Elle a consacré 40 ans de sa vie à l'édition des Œuvres complètes d'Antonin Artaud chez Gallimard. Elle est l'auteure d'un essai, Antonin Artaud, ce désespéré qui vous parle, qui rassemble tous ses textes, préfaces, commentaires, entretiens, récits anecdotiques sur Artaud. 

## Controverses autour de l'édition desŒuvres Complètesd'Antonin Artaud

### Conflit avec les ayants droit
Proche amie d'Antonin Artaud pendant les dernières années de sa vie, Paule Thévenin s'engagea avec la publication des Œuvres Complètes dans une lutte juridique qui l'opposa aux ayants droit d'Antonin Artaud, Fernand, Simone et Serge Malausséna. Avant sa mort, le poète rédigea une lettre dans laquelle il donnait « qualité à Madame Paule Thévenin, 33, rue Gabrielle, à Charenton, pour recevoir toutes les sommes qui me sont dues sur la vente de mes livres, Van Gogh, Ci Git , Suppôts et Suppliciations, Les trafics d'héroïne à Montmartre, Pour en finir avec le jugement de dieu. P.S. Il est entendu que les droits de traduction de ces livres devront aussi lui être remis. A charge pour elle de m'en reverser le montant ». Cette déclaration n'a pas de valeur juridique, mais au matin de la mort d'Antonin Artaud, Paule Thévenin et d'autres amis proches emportent les cahiers, les dessins, ses affaires personnelles, ainsi que tous les manuscrits inédits de l'auteur. 
Malgré les réclamations des ayants droit, Paule Thévenin refusera toujours de restituer les manuscrits, et assurera clandestinement l'édition des Œuvres Complètes ainsi que la retranscription des Cahiers d'Ivry avec la complicité de Gallimard. C'est sous le pseudonyme de Marie Dézon qu'elle assurera la traduction des « textes mexicains » d'Artaud avec Philippe Sollers. Notons que Fernand Malausséna a refusé pendant treize ans la publication de L'adresse au Pape et de L'adresse au Dalaï-Lama, ou encore que Serge Malausséna a tenté d'empêcher la publication du tome XXVI des Œuvres Complètes.
 

Au sujet de ses motivations, Serge Malausséna déclara au Nouvel Observateur en 1996 : 
Quand j'ai découvert que ma famille ne signait même plus les bons à tirer, que personne chez Gallimard ne contrôlait les sources de Paule Thévenin, j'ai décidé d'intervenir. Pas pour récupérer les cahiers, car je n'y arriverai jamais. Mais pour les voir. Tous. Alors seulement le tome XXVI sortira. Je veux simplement m'assurer que c'est bien de l'Artaud et pas du Paule Thévenin. On s'apercevra plus tard qu'il s'agit du plus grand mensonge littéraire du XXe siècle. 
L'affaire a largement mobilisé le monde littéraire. Paule Thévenin a notamment été soutenue par Phillipe Sollers, par Stéphane Zagdanski, par François Bon et par Jacques Derrida, mais vivement critiquée par Florence de Mèredieu et Olivier Penot-Lacassagne. 
L’œuvre d'Antonin Artaud est désormais entrée dans le domaine public français.

### Controverse autour desCahiers
Serge Malausséna affirme « qu'à partir du tome XV des Œuvres Complètes, ce n'est plus "de l'Artaud" qu'on lit, mais "du Paule Thévenin" ». À ce sujet, Florence de Mèredieu affirme quant à elle que « c'est bien d'une reconstruction qu'il s'agit, d'une refonte des textes manuscrits d'Artaud, des modifications et des distorsions importantes intervenant par rapport à ce qu'il faut bien appeler l'ordre et la lettre du texte. ». Delphine Lelièvre confirme que l'édition et la mise en page choisie par Gallimard « contribue à textualiser, c'est-à-dire à présenter sous forme de texte, ce qui, dans l'état initial, est plus proche d'instantanés d'écriture dénués de tout souci de "forme littéraire". ».
On reproche donc à Paule Thévenin d'avoir éditorialisé des textes qui ne devaient pas l'être, et d'avoir promu une lecture personnelle d'Antonin Artaud. 
Bien que les Œuvres Complètes n'aient pas encore connu de modification, la publication d'un certain nombre de fac-similés des Cahiers d'Artaud sous la direction d'Évelyne Grossman permet désormais de confronter les manuscrits aux retranscriptions de Paule Thévenin. 
Pour tenter de limiter l'influence de Paule Thévenin sur les lectures contemporaines d'Artaud, Gallimard publie en 2004 un volume des Œuvres d'Antonin Artaud dans la collection « Quarto », dirigée par Évelyne Grossman. Jacques Derrida fait part de sa stupéfaction devant ce qu'il considère comme une injustice « grave, flagrante, triste » faite à Paule Thévenin, jugeant que cette édition « fait tout pour effacer le nom, le travail et même les magnifiques portraits de Paule Thévenin ». Antoine Gallimard répondra quant à lui que « loin d'être effacée, Paule Thévenin est présente à sa juste place dans ce volume qui ne vise en aucun cas à remplacer les Œuvres Complètes publiées dans la même maison».

## Prix
- Prix France Culture 1993 pour Antonin Artaud, ce désespéré qui vous parle.